# Бартоломео Коллеоні

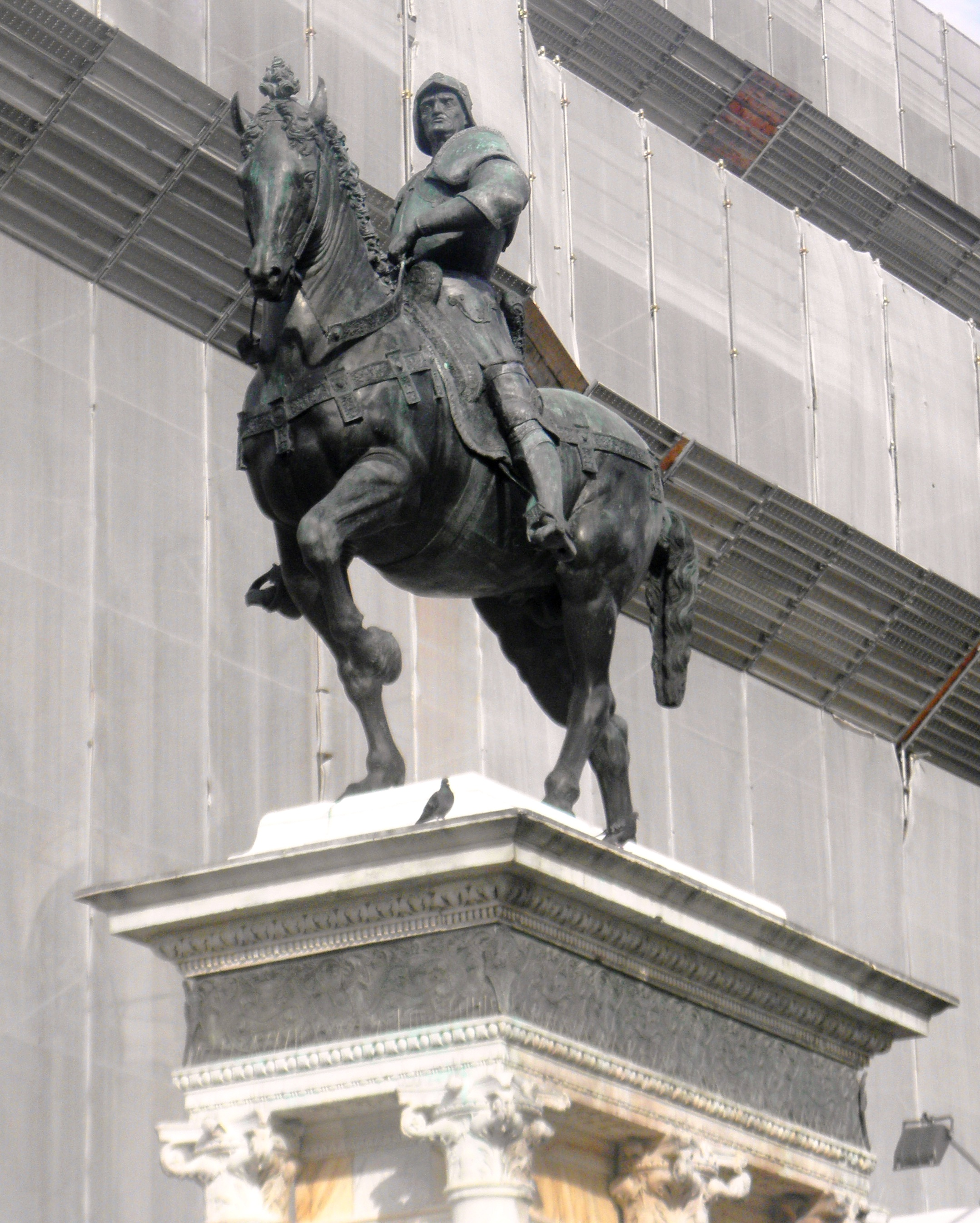
Кінна статуя Бартоломео Коллеоні

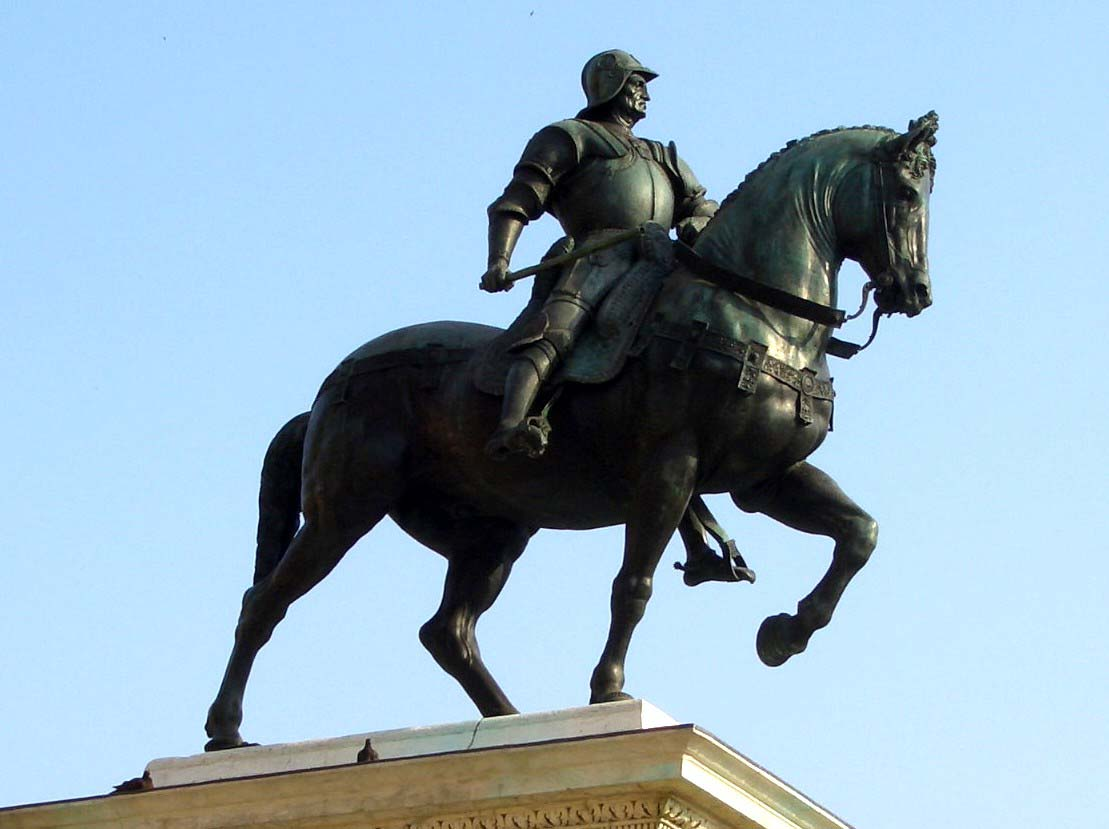
Пам'ятник Бартоломео Коллеоні (Венеція)

Бартоломео Коллеоні (італ. Bartolomeo Colleoni; 1400, Сольца — 3 листопада 1475, Кавернаго) — італійський кондотьєр.
Був на службі поперемінно то в Мілана проти Венеції, то у Венеції проти Мілана. Останні роки пишно жив у своєму замку Мальпага, де й помер, залишивши частину свого майна (100 тисяч дукатів золотом) Венеції на благодійні цілі.
1470 року він витратив 50 тисяч дукатів золотом на будівництво капели в Бергамо. Венеція спорудила йому чудову бронзову статую роботи Андреа дель Верроккйо на площі Санті-Джованні е Паоло. Коллеоні був перший італієць, який застосував у полі артилерію.